# Roger Andermatt
Pour les articles homonymes, voir Andermatt.
Roger Andermatt (né en 1969) est un tueur en série suisse. Avec 22 personnes tuées entre 1995 et 2001, il est le tueur en série avec le plus de victimes dans l'histoire criminelle suisse.

## Biographie

### Meurtres
En 1992, Roger Andermatt se fait engager comme aide-soignant dans une maison de retraite de Sarnen. Il y fait ses deux premières victimes en 1995, en les étouffant avec un sac plastique. Il recommencera pendant les six années suivantes, dans les cantons d'Obwald, de Lucerne et de Schwyz.
En 1996, il commence une formation d'infirmier (qu'il termine en 2000). Il continue ses crimes, en étouffant ses victimes et/ou en leur administrant une dose mortelle de somnifères. En 1999, il tue 10 personnes dans la maison de retraite de Sarnen.
Il a tué entre 22 et 27 personnes entre 1995 et 2001 en Suisse centrale, essentiellement des femmes entre 65 et 95 ans.

### Arrestation et condamnation
En 2001, son employeur suspecte un lien entre sa présence et les morts dans son service. Des collègues remarquent que les doses administrées dépassent les doses prescrites. Il est arrêté le 28 juin 2001 et l'affaire est rendue publique le 5 juillet. Il a avoué ses crimes, disant qu'il voulait abréger les souffrances de ses victimes souffrant de la maladie d'Alzheimer ou en état de grande dépendance.
Son procès a lieu en 2005. Il est accusé de 5 assassinats, 19 meurtres et 3 tentatives de meurtre. Les juges retiennent 22 assassinats, 3 tentatives d’assassinats accomplies et 3 tentatives assassinat inachevées. Il est condamné à la prison à perpétuité,. En 2006, un procès en appel au tribunal cantonal de Lucerne confirme la perpétuité, reconnaissant 7 assassinats, 15 meurtres et 3 tentatives de meurtre.